# Coursing

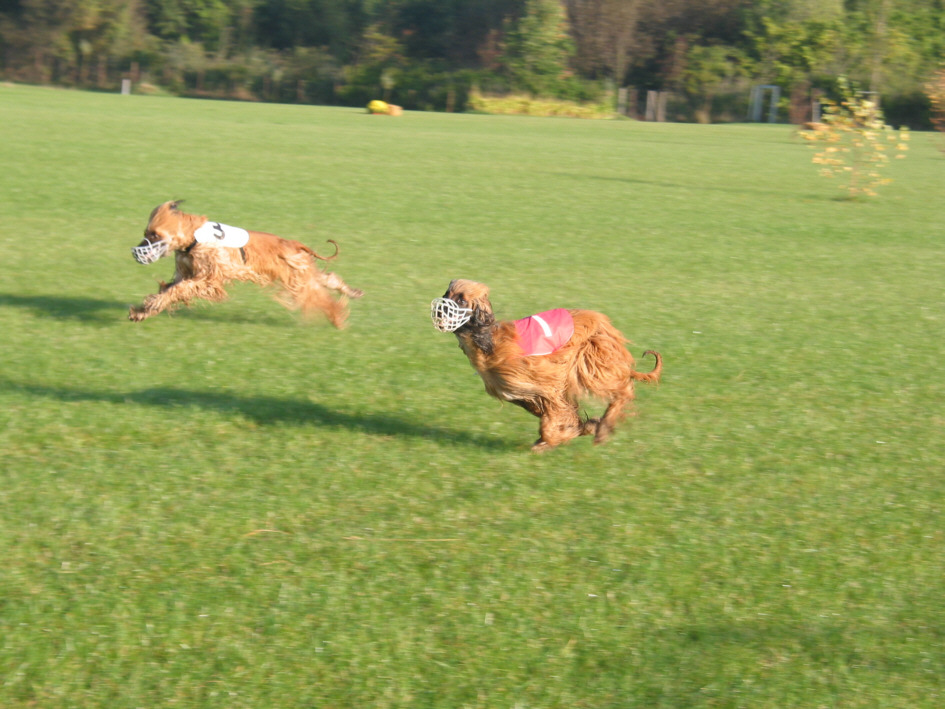
Afghánský chrt při coursingovém běhu

Coursing je kynologický sport. Jedná se o jednu z mnoha aktivit, která je založena na touze psa lovit.

## Pravidla
Běhá se v přirozeném, mírně svažitém terénu (není to však podmínkou), s přírodními nebo umělými překážkami. Cílem psa při coursingu je ulovit kořist, která je tažená navijákem. Tato návnada v podobě střapce z igelitových pásků nebo králičí kůže, je tažena lankem mezi kladkami po dráze, která simuluje skutečný běh zajíce.
Jedná se o dvoukolový závod, kdy trať o délce cca 548 - 914 m (600 až 1000 yardů) je postavena tak, aby psi prokázali rychlost, štvavost (při smečce i spolupráci) a inteligenci, kterou návnadě různě nadbíhají.
Maximální počet bodů, které lze v jednom kole získat je 100. Minimální počet bodů nutný pro postup do druhého kola je 50.
Coursing se stává v posledních letech v Česku oblíbenou aktivitou a není již pouze doménou chrtích plemen. Jedná se o ideální vybití energie živějších plemen
psů.

## Druhy coursingu
Rozlišují se dva druhy coursingu:
- Lure coursing - běh za umělou návnadou, obvykle střapcem. Vznikl jako náhrada hare coursingu.
- Hare coursing (též Open field coursing, Live coursing) - běh za živým zajícem, krysou nebo kočkou, v České republice zakázaný. V Irsku, Rusku, Polsku, Španělsku a v některých částech USA je legální. V České republice byl dříve znám jako "zkouška ostrosti" prováděná u některých loveckých plemen.